# アルタシェス・カリニャン
アルタシェス・バラシエヴィチ（バラシイ）・カリニャン（ロシア語: Арташес Баласиевич Каринян、アルメニア語: Արտաշես Բալասիի Կարինյան、1886年11月11日〈または11月24日〉 - 1982年5月29日）は、ソビエト連邦内アルメニアの政治家・人文学者・文芸評論家。本姓ガブリエリャン (Габриэлян, Գաբրիելյան)。

## 生涯
1886年11月11日（ユリウス暦10月30日）または11月24日、ロシア帝国バクー県のバラハヌィで、油田に勤務する父のもとに生まれた。バクーのギムナジウムで初等教育を終えてからは、学生運動やストライキに積極的に参加し、『ナバト』(ru) 誌の編集に関わった。1905年から1907年にかけては『カイツ』(hy) や『ザイン』(hy) といったボリシェヴィキ系のアルメニア語新聞の編集にも関わり、「レヴォン・ブルチャン」の筆名で「単一党の進化」「我々の最新の無政府主義者たち」といった著名な記事を書いた。1906年には「ブルト」の筆名で、マクシム・ゴーリキーの戯曲『太陽の子』を扱った文芸評論『文学と人生』«Գրականությսւն և կյանք» を処女作として出版した。
同年にカリニャンはサンクトペテルブルク大学法学部へ入学し、1910年に卒業した。在学中の1907年から、バクーでロシア社会民主労働党の党員となっている。バクーでは『バキンスキー・ラボーチー』や『グドーク』など各紙で活躍し、ステパン・シャウミャン、アリョーシャ・ジャパリゼ、ウラジスラフ・カスパロフ (hy)、スレン・スパンダリャン、イヴァン・フィオレトフ、サルキス・カシヤン、メシャジ・アジズベコフといった革命家らとも知遇を得た。同年にはカフカース人の学生グループとテリヨキへ赴き、そこで初めてウラジーミル・レーニンの演説を直接に聞いた。1908年から『カフカース労働者新聞』編集者、大学卒業後の1911年から『ノル・ホスキ』誌の編集者となり、カリニャンの文章は『プラウダ』紙にも掲載された。1911年から1912年にかけて『ノル・ホスキ』に掲載されたヴァハン・テリアンとハコブ・ハコビアンの詩に関する評論は、マルクス主義に基づく最初のアルメニア文学研究とされる。
1913年に、カリニャンはボリシェヴィキでの革命活動を理由としてツァリーツィンで逮捕され、1917年の二月革命までをペトログラードで過ごした。この間の1916年にも『パイカル』(hy) 紙で活動している。1917年秋にペトログラード軍事革命委員会の指示でバクーへ派遣され、シャウミャンとジャパリゼの提案でバクー・ソビエトの執行委員に選出された。翌1918年にボリシェヴィキによるバクー・コミューンが発足すると、カリニャンはその法務委員に任命された。コミューンが崩壊してからはモスクワへ移り、1920年まで民族問題人民委員部のアルメニア人部門で働き、『カルミル・ドロシャク』(hy)・『コミュニスト』各紙の編集・発行に関わった。1920年代から1930年代にかけてアルメニア共産党中央委局員となっている。
1921年にカリニャンは党の指令によってアルメニア社会主義ソビエト共和国に送られ、同国の法務人民委員に就任した。同年から翌1922年にかけても、トルコやアメリカなどで、アルメニア人ディアスポラ問題の処理に関わった。翌1923年から1925年6月までアルメニア共和国中央執行委員会副議長およびソビエト連邦中央執行委附属ザカフカース社会主義連邦ソビエト共和国常任副代表、1925年6月24日から1928年7月までアルメニア共和国中央執行委議長を務めた。1929年から1930年まで『ザカフカース国民経済』誌編集長およびアルメニア共和国教育副人民委員を、1932年から翌1933年まで全連邦共産党ザカフカース地方委歴史研究所所長を、1933年から翌1934年まで再度アルメニア共和国教育副人民委員を務め、アルメニア共産党中央委員会のメンバーにも選出された。1930年代には文芸誌『ノル・ウギ』(hy) 編集長も務め、1934年以来のアルメニア作家同盟 (hy) メンバーでもある。
1940年からカリニャンは学術分野で活動するようになり、1941年から1965年までアルメニア共和国科学アカデミー文学研究所上級研究員、1965年から晩年まで歴史研究所 (hy) 上級研究員を務めた。1953年に文献学の博士号を取得し、1956年にアルメニア共和国科学アカデミー正会員へと選出された。1960年から1963年までアカデミー社会科学部門の学術書記、1963年から1965年までアカデミー副会長代行も務めている。1961年9月23日から1976年1月20日までは再びアルメニア共産党中央委員会メンバーに選出され、1961年にから1964年まではソビエト連邦閣僚会議附属の文学・芸術分野におけるレーニン賞選定委員会のメンバーも務めている。
カリニャンは1982年5月29日に95歳でエレヴァンで死去。同地に葬られた。

## 褒章
- 社会主義労働英雄（1976年11月11日・革命運動と科学の偉大な業績の発展への卓越した貢献に対して）[10]
- レーニン勲章2回（1967年・1976年11月11日）[10]
- 十月革命勲章（1981年11月10日）[10]
- 労働赤旗勲章（1955年）[2]
- 労働勇猛記章（英語版）（1955年）[2]
- 1941年-1945年大祖国戦争勇敢労働記章（英語版）（1955年）[2]
- アルメニア共和国名誉科学者（1961年）[2]